# Scherefname
Scherefname (شرف نامه / Šarafnāma) ist ein 1597 erschienenes Buch des kurdischen Dichters und Historikers Şerefhan und eine wichtige Quelle der osmanischen und kurdischen Geschichtsschreibung.
Das Werk wurde in persischer Sprache geschrieben. Ein Original liegt in der Bibliothek von Oxford. Das Scherefname wurde mannigfaltig in verschiedene Sprachen übersetzt. 1669 wurde es von einem Nachfahren Şerefhans namens Muhammed bin Ahmed Bey Mirza und nochmals 1681 von einem Verfasser namens Semi ins Osmanische übersetzt. 1930 übersetzte es der kurdische Lehrer Süleyman Savcı aus Diyarbakir ins Türkische. Allerdings sind dies Einzelwerke, die in Bibliotheken lagern. 
Schon 1860 war es ins Russische und 1868 ins Französische übersetzt worden. 1853–1856 übersetzte der Österreicher Heinrich A. Barb das Werk auszugsweise ins Deutsche. Der irakische Kurde Muhammed Ali Avni übersetzte das Buch 1948 in Kairo ins Arabische. Mehmed Emîn Bozarslan übersetzte das Werk aus dem Arabischen ins Türkische und veröffentlichte es 1971 (2. Auflage 1976 und 3. Auflage 1990).

## Gliederung
- Einleitung: Über das kurdische Volk und seine Situation
- 1. Buch: Über die Herrscher, die unabhängige Reiche hatten, sich Sultan nannten und ihren Namen im Freitagsgebet erwähnen ließen
- 2. Buch: Über die Herrscher, die nicht unabhängig waren, aber in ihrem Namen das Gebet verlauten und Münzen prägen ließen
- 3. Buch: Über die anderen Herrscher und Fürsten Kurdistans
- 4. Buch: Über die Fürsten von Bitlis